# (9381) Lyon
(9381) Lyon ist ein im äußeren Hauptgürtel gelegener Asteroid, der am 15. September 1993 von den belgischen Astronomen Henri Debehogne und Eric Walter Elst am La-Silla-Observatorium der Europäischen Südsternwarte in Chile (IAU-Code 809) entdeckt wurde. Sichtungen des Asteroiden hatte es vorher schon mehrere gegeben: am 15. März 1975 unter der vorläufigen Bezeichnung 1975 EK6 und am 20. Februar 1980 (1980 DO2) am Krim-Observatorium in Nautschnyj, am 18. Januar 1985 (1985 BH1) an der auf dem Kitt Peak gelegenen Außenstation des Steward Observatory sowie am 8. April 1991 (1991 GP5) ebenfalls am La-Silla-Observatorium.
Der mittlere Durchmesser des Asteroids wurde mit 7,156 (±0,085) km berechnet, die Albedo mit 0,198 (±0,020).
Nach der SMASS-Klassifikation (Small Main-Belt Asteroid Spectroscopic Survey) wurde bei einer spektroskopischen Untersuchung von Gianluca Masi, Sergio Foglia und Richard P. Binzel bei einer Unterteilung aller untersuchten Asteroiden in C-, S- und V-Typen (9381) Lyon den S-Asteroiden zugeordnet.
Mittlere Sonnenentfernung (große Halbachse), Exzentrizität und Neigung der Bahnebene des Asteroiden entsprechen grob der Koronis-Familie, einer Asteroidenfamilie, die nach (158) Koronis benannt ist.
(9381) Lyon wurde am 2. April 1999 nach der französischen Stadt Lyon benannt. Der Venuskrater Lyon hingegen war 1994 nach der US-amerikanischen Pädagogin und Frauenrechtlerin Mary Lyon benannt worden.